# Ču Ťün
Ču Ťün, čínsky pchin-jinem Zhū Jùn, znaky zjednodušené 朱俊 (* 2. července 1984 Kao-jou) je bývalý čínský sportovní šermíř, který se specializoval na šerm fleretem. Čínu reprezentoval v prvním a druhém desetiletí jednadvacátého století. Na olympijských hrách startoval v roce 2008 a 2012 v soutěži jednotlivců a družstev. V soutěži jednotlivců se na olympijských hrách 2008 probojoval do semifinále a obsadil čtvrté místo. V roce 2009 obsadil druhé místo na mistrovství světa v soutěži jednotlivců. S čínským družstvem fleretistů vybojoval v roce 2010 a 2011 titul mistrů světa.